# NGC 1152
NGC 1152 je galaksija u zviježđu Eridan.

## Vanjske poveznice
- SEDS: NGC 1152